# RFEM
RFEM es un software tridimensional de análisis de elementos finitos que funciona en equipos con Microsoft Windows. RFEM puede utilizarse para el análisis estructural y cálculo de estructuras de acero, hormigón o concreto, madera, vidrio y membranas tensadas, así como también para ingeniería de instalaciones, ingeniería mecánica o análisis dinámico. La tecnología de interfaz de programación de aplicaciones (API) de Servicios web permite crear escritorios personalizados o aplicaciones basadas en web mediante el control de todos los objetos incluidos en RFEM. Al proporcionar bibliotecas y funciones, es posible desarrollar comprobaciones de cálculo personalizadas, modelado eficaz de estructuras paramétricas, así como la optimización y procesos automáticos usando los lenguajes de programación Python y C#.
RFEM es utilizado por más de 13.000 empresas, 130.000 usuarios y muchas universidades en 132 países. En el libro "Finite Elemente in der Baustatik" (2010), que proporciona información básica acerca del Método de los Elementos Finitos, se presentan varios ejemplos prácticos resueltos con RFEM. En cuanto a proyectos de referencia, en el proyecto de investigación "Análisis térmico y estructural de monumentos de arenisca en Angkor" se utilizó RFEM para crear los modelos numéricos y realizar un análisis estructural. Otros proyectos donde se utilizó Dlubal RFEM fue en el cálculo del Templo Bahaí de Chile, o la obra Setas de Sevilla en España.

## Integración BIM (Modelado de información de construcción)
RFEM ofrece numerosas interfaces para el intercambio de datos dentro del proceso BIM. Todos los datos relevantes del modelo se mantienen digitalmente dentro de un modelo tridimensional, el cual se puede utilizar a lo largo de todas las fases de planificación. Como resultado, todos los programas de CAD y análisis estructural utilizan el mismo modelo, que se puede transferir directamente entre los programas.
Además de las interfaces directas con Autodesk AutoCAD, Autodesk Revit Structure, Autodesk Structural Detailing, aplicaciones de Bentley Systems (ISM) y Tekla Structures, RFEM tiene interfaces de conexión para IFC (Industry Foundation Classes), CIS/2 y otras.

## Bibliotecas de materiales y secciones
La biblioteca de materiales de RFEM incluye varios tipos de hormigón o concreto, metal, madera, vidrio, lámina, gas y suelo.
La biblioteca de secciones incluye secciones laminadas, armadas, de pared delgada y de pared gruesa, metálicas, de hormigón o concreto y de madera.